# در این گوشه دنیا (فیلم)
در این گوشه دنیا (ژاپنی: この世界の片隅に هپبورن: Kono Sekai no Katasumi ni) یک فیلم سینمایی انیمه در ژانر درام از تولیدات استودیوی ماپا و به کارگردانی سوناو کاتابوچی و محصول سال ۲۰۱۶ کشور ژاپن است. فیلم‌نامه این فیلم با همکاری کاتابوچی و چیه اوراتانی بر اساس مجموعه مانگایی به همین نام اثر فومیو کونو به رشته تحریر درآمده است. این فیلم در ۱۲ نوامبر ۲۰۱۶، در کشور ژاپن منتشر شد. نسخهٔ گسترده این فیلم تحت عنوان در این گوشه دنیا (ژاپنی: この世界の（さらにいくつもの）片隅に هپبورن: Kono Sekai no (Sara ni Ikutsumono) Katasumi ni ni) برای نخستین بار در ۲۰ دسامبر ۲۰۱۹، به نمایش درآمد.